# Siegen-Wittgenstein
Siegen-Wittgenstein é um distrito (Kreis ou Landkreis) da Alemanha localizado na região administrativa (Regierungsbezirk) de Arnsberg, no estado da Renânia do Norte-Vestfália.

## Cidades e municípios
| | |
| Populações em 30 de junho de 2006: | |
| Cidades 1. Bad Berleburg (20 527) 2. Bad Laasphe (15 005) 3. Freudenberg (18 631) 4. Hilchenbach (16 249) 5. Kreuztal (31 808) 6. Netphen (24 674) 7. Siegen (105 944) | Municípios 1. Burbach (14 791) 2. Erndtebrück (7 548) 3. Neunkirchen (13 968) 4. Wilnsdorf (21 361) |